# Národní basketbalová liga 2011-2012
La Národní basketbalová liga 2011-2012 è stata la 20ª edizione del massimo campionato ceco di pallacanestro maschile. La vittoria finale è stata ad appannaggio del ČEZ Nymburk.
Alla competizione ha partecipato la squadra slovacche dell'Astrum Levice e dell'Inter Bratislava.

## Regular season
|     | Squadra                 | G  | V  | P  | PF   | PS   | Pt. | Qualificazione      |
| --- | ----------------------- | -- | -- | -- | ---- | ---- | --- | ------------------- |
| 1.  | ČEZ Nymburk             | 26 | 25 | 1  | 2345 | 1739 | 51  | poule scudetto      |
| 2.  | Prostějov               | 26 | 21 | 5  | 2242 | 1909 | 47  | poule scudetto      |
| 3.  | JIP Pardubice           | 26 | 19 | 7  | 2079 | 1798 | 45  | poule scudetto      |
| 4.  | Děčín                   | 26 | 19 | 7  | 1999 | 1731 | 45  | poule scudetto      |
| 5.  | UNIKOL Kolín            | 26 | 17 | 9  | 2184 | 2058 | 43  | poule scudetto      |
| 6.  | USK Praga               | 26 | 15 | 11 | 2031 | 1963 | 41  | poule scudetto      |
| 7.  | NH Ostrava              | 26 | 13 | 13 | 2068 | 1983 | 39  | poule retrocessione |
| 8.  | Astrum Levice           | 26 | 11 | 15 | 2018 | 2008 | 37  | poule retrocessione |
| 9.  | Tuři Svitavy            | 26 | 10 | 16 | 1984 | 2076 | 36  | poule retrocessione |
| 10. | Levharti Chomutov       | 26 | 8  | 18 | 2068 | 2357 | 34  | poule retrocessione |
| 11. | SLUNETA Ústí nad Labem  | 26 | 7  | 19 | 1911 | 2206 | 33  | poule retrocessione |
| 12. | Loko Interconex Plzeň   | 26 | 6  | 20 | 1736 | 2139 | 32  | poule retrocessione |
| 13. | Inter Bratislava        | 26 | 6  | 20 | 1827 | 2158 | 32  | poule retrocessione |
| 14. | Breda & Weinstein Opava | 26 | 5  | 21 | 1752 | 2119 | 31  | poule retrocessione |

## Seconda fase

### Poule scudetto
|    | Squadra       | G  | V  | P  | PF   | PS    | Pt. | Qualificazione |
| -- | ------------- | -- | -- | -- | ---- | ----- | --- | -------------- |
| 1. | ČEZ Nymburk   | 36 | 34 | 2  | 3175 | 2399  | 70  | playoffs       |
| 2. | Prostějov     | 36 | 25 | 11 | 3030 | 2656  | 61  | playoffs       |
| 3. | Děčín         | 36 | 25 | 11 | 2668 | 2386  | 61  | playoffs       |
| 4. | JIP Pardubice | 36 | 24 | 12 | 2830 | 2513  | 60  | playoffs       |
| 5. | UNIKOL Kolín  | 36 | 22 | 14 | 2971 | 2890  | 58  | playoffs       |
| 6. | USK Praga     | 36 | 16 | 20 | 2717 | 28653 | 52  | playoffs       |

### Poule retrocessione
|     | Squadra                 | G  | V  | P  | PF   | PS   | Pt. | Qualificazione         |
| --- | ----------------------- | -- | -- | -- | ---- | ---- | --- | ---------------------- |
| 7.  | NH Ostrava              | 40 | 26 | 14 | 3216 | 2918 | 66  | playoffs               |
| 8.  | Astrum Levice           | 40 | 18 | 22 | 3036 | 2971 | 58  | playoffs               |
| 9.  | QANTO Tuři Svitavy      | 40 | 18 | 22 | 3071 | 3141 | 58  | playoffs               |
| 10. | Levharti Chomutov       | 40 | 16 | 24 | 3162 | 3489 | 56  | playoffs               |
| 11. | SLUNETA Ústí nad Labem  | 40 | 5  | 25 | 3065 | 3291 | 55  | spareggi retrocessione |
| 12. | Loko Interconex Plzeň   | 40 | 10 | 30 | 2726 | 3220 | 50  | spareggi retrocessione |
| 13. | Inter Bratislava        | 40 | 10 | 30 | 2808 | 3248 | 50  | spareggi retrocessione |
| 14. | Breda & Weinstein Opava | 40 | 9  | 31 | 2782 | 3270 | 49  | spareggi retrocessione |

### Spareggi retrocessione
|     | Squadra                 | G  | V  | P  | PF   | PS   | Pt. | Qualificazione                     |
| --- | ----------------------- | -- | -- | -- | ---- | ---- | --- | ---------------------------------- |
| 11. | SLUNETA Ústí nad Labem  | 46 | 19 | 27 | 3595 | 3752 | 65  |                                    |
| 12. | Breda & Weinstein Opava | 46 | 13 | 33 | 3252 | 3738 | 59  |                                    |
| 13. | Inter Bratislava        | 46 | 13 | 33 | 3212 | 3671 | 59  |                                    |
| 14. | Loko Interconex Plzeň   | 46 | 11 | 35 | 3139 | 3685 | 57  | retrocessa in 1. basketbalová liga |

## Playoffs
|  | Primo turno | Primo turno       | Primo turno |  |    | Quarti di finale | Quarti di finale | Quarti di finale |             |           | Semifinali | Semifinali | Semifinali |  |  | Finali | Finali      | Finali |
|  |             |                   |             |  |    |                  |                  |                  |             |           |            |            |            |  |  |        |             |        |
|  |             |                   |             |  |    | 1.               | ČEZ Nymburk      | 3                |             |           |            |            |            |  |  |        |             |        |
|  | 8.          | Patrioti Levice   | 2           |  |    | 8.               | Patrioti Levice  | 0                |             |           |            |            |            |  |  |        |             |        |
|  | 8.          | Patrioti Levice   | 2           |  | 1. | 8.               | Patrioti Levice  | 0                | ČEZ Nymburk | 3         |            |            |            |  |  |        |             |        |
|  | 9.          | Tuři Svitavy      | 0           |  | 1. |                  |                  |                  |             | 3         |            |            |            |  |  |        |             |        |
|  | 9.          | Tuři Svitavy      | 0           |  | 5. | Kolín            | 1                |                  |             |           |            |            |            |  |  |        |             |        |
|  |             |                   |             |  |    | Kolín            | 1                | 4.               | Pardubice   | 2         |            |            |            |  |  |        |             |        |
|  |             |                   |             |  |    |                  |                  | 4.               | Pardubice   | 2         |            |            |            |  |  |        |             |        |
|  |             |                   |             |  |    | 5.               | Kolín            | 3                |             |           |            |            |            |  |  |        |             |        |
|  |             |                   |             |  |    |                  |                  |                  |             |           |            |            |            |  |  | 1.     | ČEZ Nymburk | 4      |
|  |             |                   |             |  |    |                  |                  | 2.               | Prostějov   | 0         |            |            |            |  |  |        |             |        |
|  |             |                   |             |  |    | 3.               | Děčín            | 3                |             |           |            |            |            |  |  |        |             |        |
|  |             |                   |             |  |    | 6.               | USK Praga        | 0                |             |           |            |            |            |  |  |        |             |        |
|  |             |                   |             |  |    | 6.               | USK Praga        | 0                |             | 3.        | Děčín      | 2          |            |  |  |        |             |        |
|  | 7.          | Nová huť Ostrava  | 2           |  |    |                  |                  |                  |             | 3.        | Děčín      | 2          |            |  |  |        |             |        |
|  | 7.          | Nová huť Ostrava  | 2           |  | 2. | Prostějov        | 3                |                  |             |           |            |            |            |  |  |        |             |        |
|  | 10.         | Levharti Chomutov | 0           |  | 2. | Prostějov        | 3                |                  | 2.          | Prostějov | 3          |            |            |  |  |        |             |        |
|  | 10.         | Levharti Chomutov | 0           |  |    |                  |                  |                  | 2.          | Prostějov | 3          |            |            |  |  |        |             |        |
|  |             |                   |             |  |    | 7.               | Nová huť Ostrava | 0                |             |           |            |            |            |  |  |        |             |        |

| Národní basketbalová liga 2011-2012 |
| ----------------------------------- |
| ČEZ Nymburk 9º titolo               |

## Squadra vincitrice
| N° | Naz.                   | Ruolo | Sportivo            |      | Alt. |  |
| -- | ---------------------- | ----- | ------------------- | ---- | ---- |  |
| 4  | Rep. Ceca (bandiera)   | C     | Petr Benda          | 1982 | 204  |  |
| 5  | Rep. Ceca (bandiera)   | AP    | Ladislav Sokolovský | 1977 | 200  |  |
| 6  | Rep. Ceca (bandiera)   | GA    | Pavel Pumprla       | 1986 | 198  |  |
| 7  | Stati Uniti (bandiera) | P     | Eugene Lawrence     | 1983 | 183  |  |
| 8  | Stati Uniti (bandiera) | P     | A.J. Abrams         | 1986 | 180  |  |
| 8  | Rep. Ceca (bandiera)   | AP    | Lukáš Palyza        | 1989 | 204  |  |
| 9  | Rep. Ceca (bandiera)   | AP    | Michal Křemen       | 1981 | 200  |  |
| 10 | Rep. Ceca (bandiera)   | G     | Tomáš Vyoral        | 1992 | 192  |  |
| 11 | Stati Uniti (bandiera) | G     | Tre Simmons         | 1982 | 198  |  |
| 12 | Rep. Ceca (bandiera)   | A     | Radek Nečas         | 1980 | 204  |  |
| 14 | Rep. Ceca (bandiera)   | C     | Martin Miklóši      | 1986 | 224  |  |
| 31 | Rep. Ceca (bandiera)   | AP    | Martin Kříž         | 1993 | 200  |  |
| 32 | Stati Uniti (bandiera) | A     | Lamayn Wilson       | 1980 | 203  |  |
| 34 | Regno Unito (bandiera) | G     | Mike Lenzly         | 1981 | 189  |  |
| 41 | Stati Uniti (bandiera) | C     | Drew Naymick        | 1985 | 208  |  |
|    | Israele (bandiera)     | All.  | Ronen Ginzburg      |      |      |  |